# 解離性身分疾患
分离性身份障碍（dissociative identity disorder，DID）旧称多重人格障碍（multiple personality disorder，MPD），俗称人格分裂、多重人格，是一种以存在至少两种不同人格状态（或称“替代人格”）为特征的精神障碍。此障碍个体身份中断，同时具有两个以上相对独特并相互分开的人格特征，这些独立的人格状态反复控制自身意识，常常与他人和环境交流而执行控制权。
此诊断具有高度争议，主要存在两种对立的理论模型：支持DID存在的人主张“创伤模型”，认为此障碍是严重童年创伤所引发的应激性反应；而批评者则主张“社会生成模型”（幻想模型），将其视为一种社会建构的行为模式，通过治疗过程中的医源性、文化信仰、以及媒体或网络接触而形成的表达内在痛苦的方式。随着其他类型的“同一身体内存在多个意识（人格）”状态的发现，DID目前被部分心理学家和网络社群倡导归为“多意识体”的一种。
该疾病在20世纪因数本自称真实的书籍和电影而被大众熟知，其中《希碧尔》一片成为诊断标准的参考依据，但后来被发现其内容虚构。
DID患者通常伴有比一般健忘更为严重的解离性遗忘，这类记忆空白不仅限于事件，还包括意识、身体功能、知觉及行为等方面的全面断裂。部分临床医师认为该病为癔症的一种表现形式。该领域在2000年代初经历一段文献发表量急剧下降的时期，一些学者称其为“学术潮流”。不过，2024年的一项综述发现，该领域的研究量在之后增长了60%，并趋于稳定，争议有所减少。
根据《DSM-5-TR》，早期童年创伤（通常始于5至6岁以前）是发展为DID的主要风险因素。在不同地理区域中，有90%的DID患者报告曾经历多种形式的儿童虐待，例如性侵、暴力、忽视或严重的欺凌。其他报告过的童年创伤还包括痛苦的医疗或外科手术经历、战争、恐怖主义、依恋障碍、自然灾害、邪教或神秘宗教虐待、亲人去世、人口贩运以及功能紊乱的家庭关系等。
目前尚无特定药物能直接治疗DID，但可使用精神药物缓解共病症状，例如抗抑郁药用于焦虑和抑郁，或镇静催眠药改善睡眠等问题。治疗通常包括支持性照护与心理治疗。该疾病通常不会自愈，许多患者需终生治疗。
根据多项流行病学研究，DID的终生患病率约为1.1–1.5%，而在欧洲与北美的精神病院住院患者中为3.9%。该疾病在女性中的诊断率是男性的6至9倍。
20世纪下半叶，DID的记录病例数量显著上升，同时患者报告的人格数量也在增加，但尚不清楚这是由于诊断意识提升，还是受大众媒体等社会文化因素的影响。不同文化背景下的症状表现也可能存在差异，例如在某些文化中，“替代人格”可能表现为附身灵体、神明、鬼魂或神话生物等形式。

## 定义
“解离”是“解离性障碍”的基础概念，其定义为“通常整合的心理功能（如身份与记忆）的分隔化”。症状通常表现为“意识与行为中出现不由自主的入侵，并伴随主观经验连续性的丧失”以及“对信息或心理功能的访问和控制能力缺失”。
批评者认为，该术语缺乏精确、实证性与广泛认同的定义，并提出应将其定义为“元意识障碍”。
“解离性经验”涵盖了多种不同情况，从注意力失效等正常现象到如解离性障碍般的记忆崩溃。因此，目前尚不清楚所有解离性经验是否具有共通性，或者症状的轻重差异是否源于不同的病因和生物结构。
在学术文献中，还有其他术语被用于描述DID相关经验，包括人格、人格状态、身份、自我状态和失忆症，但这些术语也缺乏统一定义。目前存在多种互相竞争的模型，其中一些纳入了非解离性症状而排除了部分解离性表现。
由于DID术语使用缺乏共识，学界提出了一些替代用语，如“自我状态”（指具有相互渗透边界但共享统一自我感的行为与体验），以及“替代人格”（可能拥有独立的自传式记忆、主动性与行为控制权）。

## 体征与症状
DID可在任何年龄首次出现，但其症状通常始于5至10岁之间，属于典型的儿童期发病障碍。根据《DSM-5-TR》，其诊断标准包括“存在两个或以上不同人格状态”，并伴有超出正常记忆问题范围的个人信息回忆障碍。此外，DSM-5还指出：症状包括与人格状态相关的身份丧失、对时间流逝的主观经验丧失，以及自我与意识的解体。
个体表现因人而异，功能障碍程度从重度到轻微不等。若符合DID诊断标准，则解离性遗忘不应单独诊断。
患者常因听见“声音”、侵入性思维、情绪与冲动而感到痛苦，也会因记忆空白或失控行为而遭受影响。大多数DID患者报告其童年曾遭受性虐待和/或身体虐待，施虐者通常为照顾者或有组织的群体。
不同人格之间的记忆可能是不对称的，有些人格了解他人人格的经历，有些则完全不知情。鉴于与虐待、羞耻和恐惧的关联，许多患者不愿主动讨论其症状。
约一半DID患者拥有不超过10个“人格”，大多数不超过100个。然而，1988年精神科医师理查德·克鲁夫特（Richard Kluft）曾报告个别案例中多达4500个“人格”。多重人格的平均数自早期的2–3个逐渐增加至现今约16个。但是否为实际增加仍有争议，有可能是因专业界对“人格分化”现象的接受度提升所致。

### 共病障碍
多数DID患者有多种既往诊断与治疗失败记录。最常见的主诉为难以治疗的抑郁症（约90%），常伴随头痛及非癫痫性发作。共病包括创伤后压力症候群（PTSD）、物质使用障碍、饮食障碍、焦虑障碍、人格障碍及自闭症谱系障碍。
30–70%的DID患者有边缘型人格障碍病史。精神分裂症患者的解离表现与DID不同，非由创伤引起，虽然两者均常见听幻觉（如听见声音）。
其他与DID共病的疾病包括躯体化障碍、重度抑郁症及自杀未遂史。睡眠障碍也可能在DID中发挥重要作用，患者常受环境变动影响显著。DID患者通常是临床群体中催眠易感性最高的一类。

## 成因

### 常规解释
目前对于解离性身份识别障碍（DID）的成因存在两种主要的对立理论。创伤相关模型主张，复杂性创伤或儿童早期遭遇的严重逆境（即发展性创伤）是DID的重要致病因素。
而非创伤相关模型（又称“社会生成模型”或“幻想模型”）认为DID源于高度幻想倾向、易受暗示性、角色扮演或社会文化因素的影响。
《DSM-5-TR》指出：“儿童早期创伤（如忽视，以及身体、性和情绪虐待，通常发生在5至6岁以前）是发展为DID的主要风险因素。”其他风险因素包括痛苦的医疗过程、战争、恐怖主义和童年时期遭遇的人口贩运等。《DSM-5-TR》还将解离性障碍章节排在“创伤及压力相关障碍”之后，以反映其与创伤密切相关的特点。

### 创伤模型
DID通常被视为“儿童起病的创伤后压力障碍中最严重的形式之一”。多数研究者认为其病因多因素交织，包括发展性创伤、社会文化因素与生物机制等。
DID患者常报告其童年经历过身体虐待或性虐待，也有患者报告童年期间曾经历压倒性的压力、严重疾病或其他创伤事件。与其他精神疾病相比，DID患者报告的心理创伤经历频率更高。
关于DID的一个解释是，童年时期经历的严重性、身体性或心理性创伤会导致患者将伤害性经历的记忆、情绪与意识隔离，进而形成具有不同记忆、情绪、信念、气质与行为方式的“人格部分”。同时，DID的发生也被归因于极端压力以及早期依附关系的紊乱。儿童由于使用想象力作为应对机制，并且尚未形成整合的自我结构，因此更容易发展出解离症状。
由于6-9岁后，儿童的自我结构趋于整合，相同程度的创伤在此阶段可能导致不同形式的身份障碍或创伤反应障碍。童年期的虐待经历、紊乱型依附和社会支持缺失被认为是DID形成的普遍风险因素。也有证据显示发展性压力对神经系统造成影响，而儿童普遍在出生时尚未整合人格。
支持早期创伤模型的学者坚决反对将创伤与解离的因果关系割裂。尽管如此，也有研究指出，近期创伤可能影响个体对过往记忆的感知，从而导致解离状态。另有学者指出，解离并非创伤所致，而是由于神经心理学功能缺陷（例如情绪反应中的注意力分散）所致。
一种中间立场认为，创伤可能通过改变与记忆相关的神经机制而导致解离。越来越多证据显示，DID与创伤历史及特定神经机制有关联。有研究提出，早期创伤可能使个体更具幻想倾向，从而更易受到社会认知因素影响，最终形成DID。
学者帕里斯（Paris）指出，创伤模型增强了DID诊断的吸引力，因为它肯定了儿童虐待的长期严重影响。然而，他也指出，关于“创伤—解离”假说的实验证据非常有限，尚无研究能证明解离与长期记忆障碍具有稳定联系。
神经影像学研究发现DID患者的海马体体积较小，这一发现支持创伤模型的观点。

### 社会生成模型
根据社会生成模型，DID的症状可能是在治疗过程中被“创造”出来的。特别是在使用回忆记忆疗法（如催眠、年龄回溯等）时，易受暗示的个体可能在治疗师的引导下形成“替代人格”。
该模型认为，DID的表现源于个体有意识或无意识地扮演符合文化刻板印象的行为模式，而治疗师的提示可能在无意中促成了这些表现。同时，大众媒体对DID的描绘也可能起到放大作用。
非创伤模型的支持者指出，DID患者在接受专门治疗之前通常并无解离症状。专注于DID治疗的少数医生可能在访谈过程中，通过识别和命名“人格”，在无意中促成症状的形成。
虽然此模型不否认DID患者确实存在痛苦和症状，但对创伤致因提出质疑，认为催眠易感性、暗示性强、频繁幻想与心理吸收性较高的个体更易出现DID表现。一项观察还指出，大多数DID诊断出自极少数医生之手。
心理学家尼古拉斯·斯帕诺斯（Nicholas Spanos）等人提出，DID可能源于角色扮演。批评者则反驳称，这种角色并不会带来直接好处，并指出大多数患者均有虐待史作为支持证据。
此外，儿童时期几乎无DID诊断记录，1980年后该病诊断数量激增，媒体中出现各种夸张的“人格”（如动物、神灵等）也被认为支持该模型。某些文化中，DID表现亦存在差异，例如印度患者常在睡眠后切换人格，这种表现与印度媒体所描绘相符。
非创伤模型的研究者指出，DID通常与压抑记忆或虚假记忆相关，而这类治疗可能诱发新的“人格”及相关记忆，例如关于儿童性虐待的指控。但心理学界普遍认为“虚假记忆综合征”并不是一个有效的诊断，且“虚假记忆综合征基金会”被指为家长辩护团体，其科学性存疑。
一项2024年综述指出，2011至2021年间并无关于社会生成模型的实证研究，该模型目前更像是对创伤模型的批评意见，而非一个独立理论。同时，一些原本支持非创伤模型的研究者也呼吁终结争论，认为没有单一模型能够完全解释DID。一种“跨理论模型”主张，在实际临床中创伤可能比社会认知因素更为关键。

### 儿童
DID在儿童中的罕见性常被用作质疑该障碍有效性的理由。无论是支持创伤模型还是社会生成模型的学者均认为：若在未经治疗的儿童中发现DID，将严重挑战非创伤模型；反之，若仅在接受治疗的儿童中出现DID，则对创伤模型不利。
截至2011年，已确认约250例儿童DID案例，但目前数据无法明确支持任一理论。有些儿童在治疗前即已被诊断为DID，但他们的父母中有些人也患有DID，或曾受大众文化中的DID形象影响，亦或因出现听声音症状而被误诊为精神病（该症状同样存在于DID中）。目前尚无研究尝试在普通人群中主动寻找未接受治疗的DID儿童，仅有一项研究调查了已接受DID治疗者的兄弟姐妹。对于科学文献中儿童DID的诊断分析发现，个案研究分布广泛，但在群体研究中，四位研究者贡献了大多数报告。
DID的理论起源认为其为一种应对极端压力（尤其是童年性虐与身体虐待）的方式，但这一观点已受到多项研究数据的挑战。支持创伤模型的学者指出，成年DID患者中，童年期性虐与身体虐待的高发生率，强化了DID与创伤之间的联系。然而，这种联系也遭到质疑：研究往往依赖自我报告，缺乏独立验证，且可能存在选择性偏差；大多数研究为横断面研究，难以建立因果关系；规避回忆偏倚的研究亦未能证实该因果链。此外，大部分研究未控制DID常见的共病状况或家庭功能障碍，而后者本身与DID高度相关。
DID与儿童虐待的流行性关联，主要在1973年出版的《希碧尔》之后才广为人知。而早期被称为“多重人格”的案例（如《三个伊芙》中的克里斯·科斯纳·西泽莫尔）并未报告童年创伤经历。

## 病理生理学
尽管已有研究使用结构性磁共振成像、功能性磁共振、正电子发射断层扫描、单光子发射计算机断层扫描、事件相关电位与脑电图等方法对DID进行探索，但目前除DID患者海马体体积缩小外，尚无一致的神经影像学发现。此外，现有研究多以创伤模型为前提，缺乏关于DID患者虚假记忆形成的神经机制研究。
部分研究发现，DID患者在注意力控制与记忆任务中表现异常，存在“人格间”内隐记忆的分区，但在语言记忆方面无此现象；患者对声音的警觉性与惊吓反应显著增强。亦有研究指出DID患者在神经解剖结构上可能存在差异。

## 诊断

### 概述
根据《DSM-5-TR》的诊断标准，DID归类于解离性障碍，编码为300.14。DID常被误诊，部分原因在于临床医生缺乏相关培训，并普遍使用未涵盖创伤或解离症状的通用诊断工具。这也加剧了诊断困难及医师偏差。
DID在儿童中极为罕见。其诊断标准要求个体反复受到两个或多个截然不同的身份或人格状态控制，并伴有重要记忆空白，且这些症状不能归因于药物、医疗条件（如复杂部分性癫痫）等。在儿童中，症状也必须不能由“幻想伙伴或游戏行为”解释。
DID的诊断通常由受过专业训练的精神科医师或临床心理师进行，评估方式包括访谈、家属陈述及辅助资料分析。在某些情况下会使用专门工具，如结构化临床访谈 – 解离障碍版本（SCID-D）等。
鉴于DID症状多依赖主观陈述而非客观指标，诊断过程中存在一定主观性。此外，DID患者常因症状不被理解而拒绝就医，故DID亦被称为“隐藏的疾病”。
持“治疗导致DID”或“社会认知假说”的学者则批评其为文化绑定综合征，即特定文化和医疗环境下的现象。他们指出，特定治疗语境的提示可能塑造患者的行为归因，使得相同症状在不同情境中可能被归类为其他诊断。然而，其他研究者认为，DID的存在和DSM中收录有可靠实证支持，诊断标准亦可明确区分其与精神分裂症、边缘型人格障碍与癫痫等相似疾病。

### 鉴别诊断
DID患者平均具有5至7种共病，为所有精神障碍中共病率最高。误诊率亦较高，常被误判为精神分裂症、双相情感障碍等。
鉴别诊断应包括：精神分裂症、双相障碍（含快速循环型）、癫痫、边缘型人格障碍、自闭症谱系障碍等。比如幻听可能被误以为是人格发声。人格的持续性与行为特征、记忆空白的范围、解离程度与催眠敏感度、亲属或同事提供的证据等有助于区分DID。
在伪装症或虚构性障碍等寻求经济或法律利益的情境下，需要排除这些情况。若患者称其症状源于灵体或神灵附身，因缺乏多重人格状态，通常诊断为“其他未特指的解离性障碍”。
DID患者虽常有幻听，但亦可能出现复杂的幻视现象。大多数DID患者现实检验能力良好，部分具备较多正性、较少负性的施奈德症状（如幻听被归因为脑内，而非来自外部）。
儿童的诊断难度更高。鉴别诊断还需排除情绪障碍、焦虑障碍、创伤后应激障碍（PTSD）、认知障碍、神经系统疾病、躯体形式障碍、癔症、其他解离障碍与出神状态等多种可能性。
有研究提出，DID与边缘型人格障碍可能存在连续谱，一些DID案例可能源于边缘特质的发展。病例分析指出，约30%至70%的DID患者同时符合边缘型人格障碍的诊断标准。
《DSM-5》亦指出，文化背景会显著影响DID的临床表现：

许多DID特征会受到个体文化背景的影响。在某些文化中，患者可能出现医学无法解释的神经症状（如非癫痫性发作、瘫痪或感觉丧失）。在规范“附身”现象常见的文化中（如部分发展中国家的乡村地区或美国和欧洲某些宗教群体中），分裂人格可能表现为附体的灵体、神祇、动物或神话角色。文化融合或跨文化接触可能塑造其他人格的特征（例如，印度的DID人格可能只讲英语、穿西方服饰）。附身型DID与文化规范的附身状态的区别在于：前者是非自愿、痛苦、难以控制并且频繁反复的，且与家庭、社会或工作环境存在冲突，常出现在不符合文化或宗教规范的时间与场合中。

## 争议与有效性批评
解离性身份识别障碍（DID）是所有解离性障碍中最具争议的之一，也是《DSM-5-TR》中最具争议的精神障碍之一。主要争论焦点在于：一方认为DID是由创伤引发的心理分裂，每个“人格”拥有独立记忆；另一方则认为DID症状是由心理治疗过程中的医源性作用造成，或是患者根据社会期待扮演的角色行为。
两方立场对立严重，研究方法也常被批评为存在科学方法上的缺陷。精神科医生乔尔·帕里斯（Joel Paris）指出，关于“人格可分裂成多个自体”的假设并无实证依据，与认知心理学研究相悖。而戴维·格里夫斯（David Gleaves）则认为，DID的识别恰恰是建立在并行处理理论等认知心理学进展基础上。
研究者如拉塞尔·鲍威尔与特拉维斯·吉（Russell A. Powell 与 Travis L. Gee）认为，DID是治疗过程中被诱导出来的，尤其在催眠介入中，患者更易受到暗示。
但DID治疗专家Brand等人反驳称，所谓“DID治疗有害”的观点主要来自轶事案例和非同行评审文章。科学研究显示，仅有5–10%的患者在初期治疗时出现症状恶化。
精神科医生奥古斯特·派珀（August Piper）与哈罗德·默斯基（Harold Merskey）反对创伤假说，指出“相关性不代表因果性”，即使DID患者报告童年创伤，并不能证明创伤导致DID。他们还指出：DID在1980年以前极为罕见，且在纵向研究中很少发现创伤儿童发展为DID。此外，他们还质疑DSM中对“人格状态”定义含糊、诊断标准模糊，以及大多数虐待证据仅为患者自述。
精神科医师科林·罗斯（Colin Ross）则反驳称，DID诊断具有良好的内部一致性，与精神分裂症与重度抑郁症等广泛接受的精神障碍相当。他还指出，派珀等人过度拔高DID的证据门槛，并存在选择性引用文献的问题。

## 治疗

### 社会生成模型下的治疗
社会生成模型的支持者认为，DID并非源自创伤的自然反应，而是社会建构与心理传染的结果。精神科医师保罗·麦克休（Paul R. McHugh）指出，该障碍是“由医生过度关注而维持”，并非如惊恐障碍或重度抑郁症等自然发生的精神疾病，而是“人为制造的产物”。
麦克休在约翰·霍普金斯医院推行的做法是忽略“替代人格”的表现，而聚焦于治疗患者的其他精神问题。他报告称，许多患者在恢复体重、接受团体治疗一两周后，DID相关内容便自然消退。
不过，2014年综述指出，这类观点多源于轶事而非科学研究。在控制条件下，那些未专门处理“解离状态”的通用治疗并未显著改善DID症状。

### 创伤模型下的治疗
国际创伤与解离研究学会（ISSTD）提出了一套“阶段性”治疗指南，适用于成人、儿童与青少年DID患者，已广泛用于实践中。该指南的目标为实现“不同人格之间的整合或和谐相处”。研究也表明，该方法能有效减少解离、PTSD、抑郁、住院率、自残与药物滥用等，并改善整体功能。
常用治疗方法包括心理治疗、认知行为疗法（CBT）、洞察导向治疗、辩证行为疗法（DBT）、催眠疗法与眼动脱敏与再加工疗法（EMDR）。
催眠在DID治疗中需慎重使用。因其可能引发虚假记忆与虚假虐待指控，同时DID患者往往也曾遭受现实中的各种形式的虐待（包括家庭、社会、甚至治疗师）。
治疗过程通常较长，建立稳定的治疗关系可能需耗时数月甚至数年。睡眠卫生被建议作为辅助治疗手段，尽管尚无实证研究。迄今为止，尚缺乏对DID的随机对照试验。
DID的治疗通常分为三个阶段：第一阶段关注症状缓解、安全保障、改善人际关系与日常功能；第二阶段为逐步处理创伤记忆，防止再解离；第三阶段致力于将分离人格整合成统一、功能完整的个体身份。
治疗中，某些人格可能对心理治疗产生敌意，特别是那些涉及非法或暴力行为的“人格”，可能误以为治疗目标是消灭它们。实际上，治疗应致力于将这些人格的适应性反应整合入整体人格结构中，而非简单“消除”。

## 预后
关于DID未经治疗的预后目前了解甚少。其症状常随时间波动。若以解离与创伤症状为主，且已脱离施害者，患者预后较佳；反之，如存在共病或仍与施害者接触，治疗过程更为复杂。
DID患者中普遍存在自杀意念、自杀未遂与自残行为。治疗周期因个体目标不同而异：从改善人格间沟通、减少记忆断裂，到实现完全融合，但最后一目标往往需耗时多年，且需资深治疗师介入。

## 流行病学

### 总体情况
根据美国精神病学会的统计，美国成年人群中DID的12个月患病率约为1.5%，男女发病率相近。总体流行率的估计差异较大，在住院精神病人群中患病率估计在1%至9.6%之间。社区人群中的发病率在1%至3%之间，精神科病人中的发病率更高。
截至2017年，DID在精神科住院患者中的患病率为2%至5%，门诊患者为2%至3%，普通人群中约为1%。在青少年精神科门诊中，该比例可高达16.4%。
2012年数据显示，在青壮年中女性被诊断为DID的概率是男性的5至9倍，但这一差异可能受到选择性偏差影响——符合诊断标准的男性可能更常被送入司法系统而非医院。儿童DID病例极为罕见，相关研究多集中于1980至1990年代，未能充分反映当前的争议。DID更常见于青壮年，随年龄增长发病率逐渐下降。
DID在临床与公众中仍缺乏充分认识。文献指出，大多数临床医生认为DID罕见且表现“极端戏剧化”。由于症状不易观察，这使得诊断变得更加困难。DID也被认为是复杂性创伤后应激障碍的一种表现形式，且与边缘型人格障碍症状高度重叠。

### 历史流行情况
DID的诊断数量在20世纪后期迅速增加，到2000年左右全球报告病例已超过4万，而1970年前仅有不足200例。在1944年以前，全球诊断DID的案例不到100，接下来的二十年也仅有一例新报告。到1970年代末至80年代，DID诊断数量激增。1980年代的估计发病率为0.01%。
与此同时，单一案例中的“人格数”也大幅增加，从最初的两三个“人格”上升到1980年代中期的平均13个。这种增长被部分专家视为诊断有效性的质疑依据。有学者将其归因于不当治疗技术对易受暗示个体的影响，但此观点本身亦存在争议。支持者则认为诊断数量的上升是由于对DID认知与识别能力的提高。
1996年，学者Paris总结了三种可能导致DID诊断激增的原因，并倾向于认为第一种解释最为可信：
1. 治疗师对易受暗示患者的“心理暗示”，类似于夏尔科对癔病患者的影响；
2. 精神科医生过去未能识别解离现象，现在通过新训练进行纠正；
3. 解离现象正在增加，但实为“癔症”这一多变实体的新表现形式。

值得注意的是，DID等解离障碍曾被排除于《流行病学捕捉区计划》（ECA）之外。

### 北美情况
DID仍被视为具有争议的诊断，曾被认为是北美特有的现象，然而目前已有6大洲的研究表明DID在全球范围内存在。虽然有关DID的研究已在多国发表，并在非英语国家及非西方文化中有所报道，但这些报告几乎全部刊登于英语期刊，由引用西方文献的国际研究者撰写。

### 社交媒体
2022年，《综合精神病学》期刊发表的一篇研究指出，尤其是TikTok等视频平台上，社交媒体内容可能对青少年（特别是女性）造成重大影响。越来越多的内容创作者在社交平台上分享其“自我诊断”的心理障碍（如DID、抽动障碍等）。美国、英国、德国、加拿大和澳大利亚均报告了COVID-19大流行前后功能性抽动症状的激增，这与相关社交媒体内容的增长高度相关。
研究指出，这些“自我诊断”的DID案例，通常与临床标准不符，可能涉及装病行为，并对真正需要治疗的患者造成负面影响。研究人员呼吁“亟需进行系统实证研究”，以进一步探讨社交媒体对心理健康的潜在影响。

## 历史

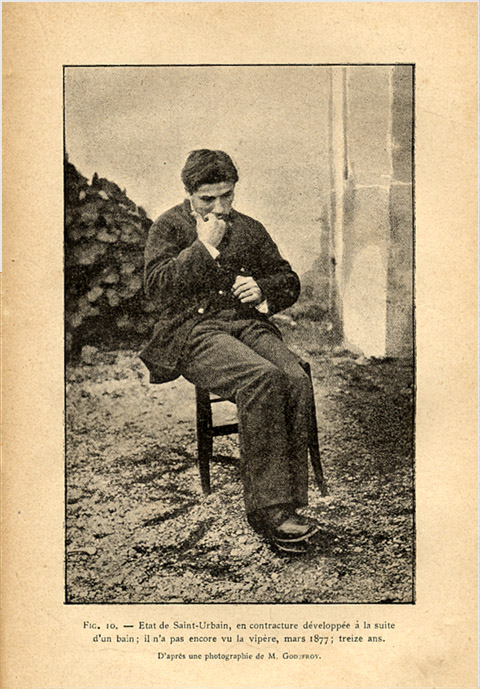
亨利·布鲁鲁（Henri Bourru）和费迪南·布罗（Prosper Ferdinand Burot）于《人格的变化》中刊载的路易·维韦（Louis Vivet）十幅凹版肖像之一

### 早期记载
19世纪，“人格二重性”（法语："dédoublement"，英文："double consciousness"）这一DID的历史前身常被描述为一种梦游状态，学者们推测患者在正常意识与“梦游状态”之间切换。
19世纪末至20世纪初，对灵学、超心理学与催眠术的浓厚兴趣仍持续存在，同期的约翰·洛克曾主张“意识与情感的联结”是心理体验的基础。弗朗茨·梅斯梅尔与皮谢居尔侯爵于18世纪末首创的催眠术对洛克理论提出挑战；催眠师报告称催眠过程中似乎会显现出“第二人格”，引发“两种心智如何共存”的争论。

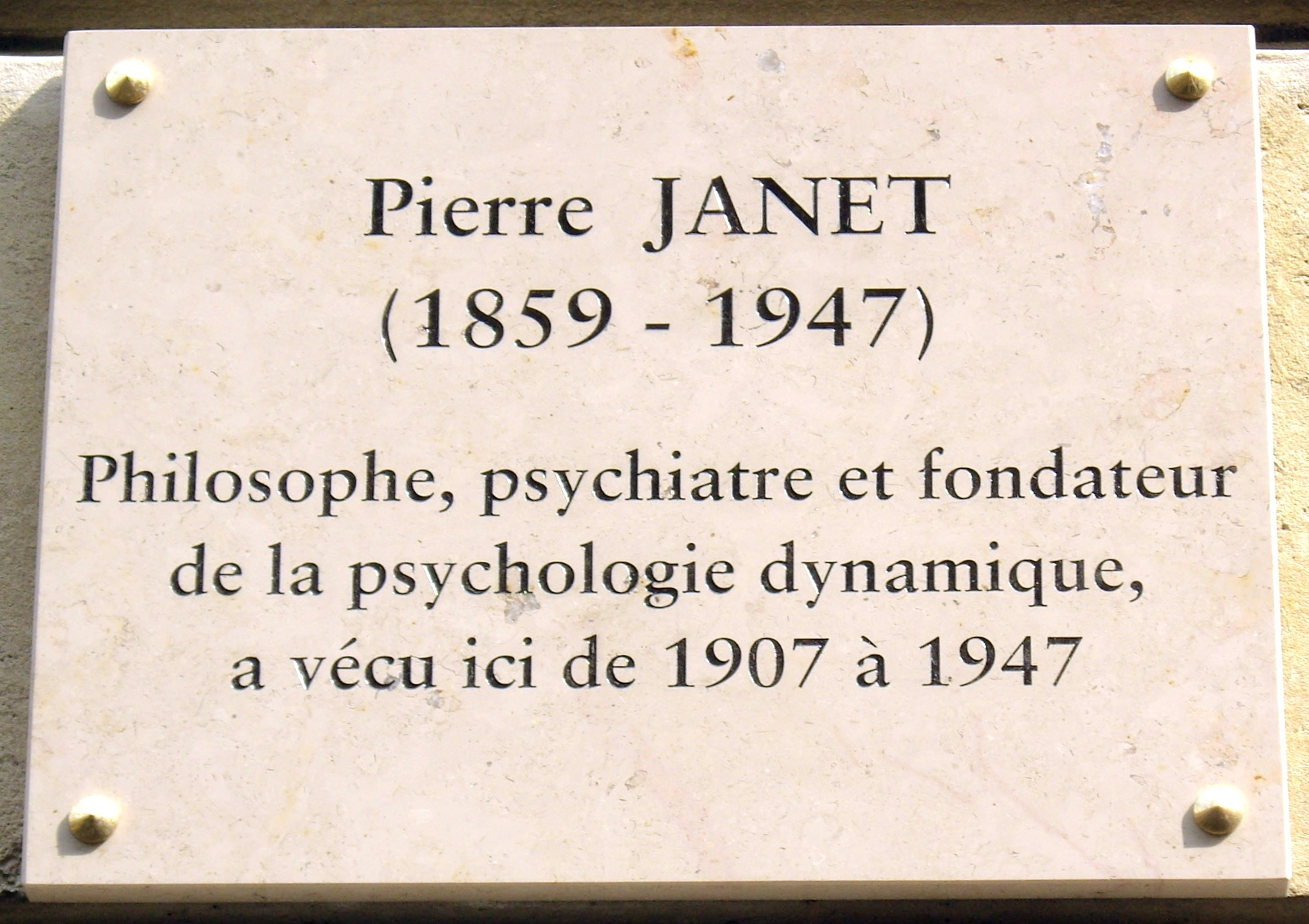
心理学家皮埃尔·雅内（Pierre Janet）首次提出“解离”与“潜意识”概念并关联创伤与心理症状

19世纪已有约100例“多重人格”相关案例被报告。癫痫被认为是某些个案的成因之一，相关讨论一直持续至今。
19世纪末，社会普遍接受情绪创伤可能引发长期心理障碍的观点。即使是最具韧性的人也可能因此产生各种症状。例如路易·维韦在17岁时因遭遇毒蛇而经历剧烈创伤，成为19世纪最广泛研究的“解离”个案。
1880年至1920年间，国际医学会议中频繁设置有关“解离”的讨论环节。正是在此背景下，让-马丁·沙科提出“神经性震惊”可导致多种神经疾病。其学生皮埃尔·雅内进一步发展为“解离理论”。最早被科学研究的“多重人格”个案之一为克拉拉·诺顿·福勒（笔名“克里斯汀·比彻姆”），由美国神经学家莫顿·普林斯于1898至1904年间研究并著述《人格的解离》。

### 20世纪
20世纪初，解离及多重人格的研究热度下降。沙科于1893年去世后，其部分病患被揭露为伪装患者，连带影响了雅内的理论声誉。西格蒙德·弗洛伊德也放弃了早期对解离与童年创伤的重视。
1908年，欧根·布洛伊勒提出“精神分裂症”一词，以替代克雷佩林的“早发性痴呆”，将“解离”理解为心智分裂（德语："Spaltung"）。这一新的病理观迅速流行并取代对“多重人格”的关注。“癔症”也随之逐渐淡出诊断体系。
从1927年起，精神分裂症的报告数量迅速上升，与此同时“多重人格”的病例显著减少。战争创伤类如“炮弹休克”也被归类于更广泛的功能性精神障碍之下。有学者于1980年代指出，许多DID患者曾被误诊为精神分裂症。
大众文化中如玛丽·雪莱的《科学怪人》、史蒂文森的《化身博士》、埃德加·爱伦·坡的小说等，对公众心理学认知产生重大影响。

#### 《三个伊芙》
1957年出版的畅销书《三个伊芙》及其后改编电影基于患者克里斯·科斯特纳·西泽莫尔的案例，使美国社会再次关注多重人格现象，并在之后几年内使DID诊断显著增加。原因或为媒体唤起的认知，也可能是诊断门槛降低。1970年代初期，少数临床医生开始积极推动DID作为正式诊断。

### DSM 中的发展
DSM-II中将其归为“癔症神经症：解离型”，涵盖“健忘、梦游、漫游、及多重人格”等症状。DSM-III首次以“多重人格障碍”纳入“解离障碍”类别。DSM-IV将其更名为“解离性身份识别障碍”（DID），强调核心问题为身份整合障碍而非“多重人格”。另亦增加了健忘作为症状标准。
在ICD-10中，该病被列为“其他解离（转换）障碍”，仍使用“多重人格障碍”名称。在ICD-11中则采用“解离性身份识别障碍”（代码6B64），并新增“部分DID”分类（代码6B65）。
DSM-IV-TR标准曾被批评为过于狭隘，仅涵盖“健忘”与“自我变化”两项核心特征，忽略幻觉、恍惚、身体化症状等常见表现。
DSM-5 于2013年再次修改标准：
DSM-5中的DID标准包括：(1) 新增“附身式解离”与功能神经性症状；(2) 明确身份转换可由本人或他人观察；(3) 健忘不限于创伤事件，也包括日常经历。
从1968至1980年，DSM沿用“癔症神经症：解离型”称呼。70年代末至80年代DID案例剧增，1986年开始出现相关学术专著。

#### 《西比尔》
1974年出版的《西比尔》及其后1976、2007年改编的电视电影，使DID流行度飙升，被心理学家称为“第三知名的多重人格案例”。后续分析认为该个案或为治疗手段（如使用钠戊巴比妥）与出版收益所致误诊，但此观点亦有异议。斯坦福大学精神科医生大卫·斯皮格尔指出，其父亲认为西比尔是一位“聪明的癔症者”，并受到治疗师鼓励而夸大症状。

#### 分类变动
《美国精神疾病诊断与统计手册》（DSM-III）有意省略了“癔症”与“神经症”这两个术语，转而将相关症状归类为“解离障碍”，其中包括“多重人格障碍”。同时，DSM-III还将“创伤后应激障碍”新增于焦虑障碍章节中。
麦吉尔大学精神科医生乔尔·帕里斯（Joel Paris）认为，这种重新分类无意中给予了解离障碍诊断合法性，促使教科书仿照DSM结构设立独立章节，进而推高了相关诊断数量。原本极为罕见的现象（1944年仅记录76例），因患者具备解离能力且在“过于着迷”的治疗师引导下表达出相关症状，而被称为“拙劣（或天真）心理治疗”的产物。
1987年，DSM-III修订版移除了“人格间遗忘”（interpersonality amnesia）作为诊断标准之一，这一更动可能也促使DID诊断数量上升。据统计，1980年约有200个DID病例，而至1990年已上升至约20,000例。作家琼·阿科塞拉（Joan Acocella）报告称，1985至1995年间曾有约40,000例DID诊断。
关于DID的学术发表量在1990年代中期达到高峰，之后迅速下降，但近年呈现出持续上升的趋势。
1994年，《精神障碍诊断与统计手册》第四版（DSM-IV）再次修改了诊断标准，并将“多重人格障碍”正式更名为“解离性身份识别障碍”（DID），强调其核心病理为“意识与身份的紊乱”，而非人格本身的改变。重新纳入“人格间遗忘”有助于将DID与“未另作分类之解离障碍”（DDNOS）加以区分。不过，该诊断仍存在一定主观性，因“人格”、“身份”、“自我状态”（ego-state）与“健忘”等术语难以界定。
在国际疾病分类第十版（ICD-10）中，DID被列为“解离（转换）障碍”的子类，编号为F44.81，并继续使用“多重人格障碍”这一名称。然而，在国际疾病分类第十一版（ICD-11）中，世界卫生组织将其更名为“解离性身份识别障碍”（代码：6B64），并新增“部分DID”（代码：6B65），用于归类原先DDNOS中的大部分病例。

### 21世纪
2006年一项研究对1984年至2003年间有关DID及解离性遗忘症的学术文献进行对比分析，研究发现，1980年代的相关发表极少，随后在1990年代中期突然激增，后于随后的十年间急剧下降。与其他25种精神疾病相比，DID在1990年代中期呈现出独特的“出版热潮”。研究作者认为，这可能反映出该诊断当时经历了一段“学术时尚”时期，随后退热；并指出DID与解离性遗忘症“目前尚未获得广泛的科学共识”。
2024年一项综述报告显示，自2011年后，关于DID的研究出版出现“稳定增长”；2011–2021年期间共有160篇相关研究，较前十年增长60%。部分曾质疑DID的研究者转向“跨理论”模型，认为创伤与社会因素只是众多可能成因之一。研究者指出，伴随多维心理病理学模型的发展，“过去有关DID的激烈争论已逐渐降温”。

## 社会与文化

### 流行文化中的描绘
公众长期以来对DID抱有浓厚兴趣，这促成了大量以此为题材的图书和电影作品的诞生。:{{{1}}} 然而，这些描绘常被批评加剧了对精神疾病的污名化，错误地暗示精神疾病患者往往具有危险性。
关于DID的影视作品往往存在错误呈现，包括夸大催眠在治疗中的作用、将角色人格数量大幅缩减、以及将人格转变描绘为夸张、剧烈的表演。
一些电影以戏谑方式处理DID，如喜剧《我自己和我》，其中将DID错误等同于精神分裂症。某些作品则将DID作为剧情反转元素，例如《搏击俱乐部》、《秘密窗》。
美剧《Tara的多重人生》被认为是首部以DID为核心的美剧作品，国际创伤与解离研究学会（ISSTD）为每一集发布了专业评论。
一些名人曾公开谈论自己的DID经历，包括罗珊娜·芭尔（Roseanne Barr）、《当兔子嚎叫时》的作者特鲁迪·蔡斯（Truddi Chase）、《伊芙的三张面孔》的原型克里斯·科斯特纳·西斯莫尔、回忆录《第一人称复数》的作者卡梅隆·韦斯特，以及美式橄榄球运动员赫歇尔·沃克。
电影《伊芙的三张面孔》中使用催眠术回忆童年创伤，最终使患者实现三重人格融合。但西斯莫尔后续出版的《我是伊芙》和《我自己的心灵》揭示此融合未能持续，最终她发展出22个不同人格。她后续接受治疗，并在1974年实现长期康复。
电影《兔子心声》呈现特鲁迪·蔡斯声称的92种人格，并突破传统设定，未让她最终整合成单一身份。《法兰克与爱丽丝》基于真人故事拍摄，由哈莉·贝瑞主演。
流行文化中常混淆DID与精神分裂症，如1958年电视剧《贝里·梅森》中的一集将拥有两种人格的女性误诊为精神分裂症。另一经典误解出现在《惊魂记》，其中病症实更接近精神病。
精神科医生科林·A·罗斯在《中情局医生》一书中称，有实验曾故意通过严重虐待性手段诱导DID，用于制造“满洲候选人”。
剧集《黑客军团》中主角艾略特·安德森的DID设定部分来源于创作者朋友的真实经验，萨姆·艾斯梅尔称，他曾咨询心理学家，确保主角症状具有专业依据。
《分裂》及《异裂》等影片中，DID角色凯文·温德尔·克朗的部分人格具有超能力。此设定遭心理学专家与倡导者批评为误导与污名化DID。
在游戏《最终幻想VII》中，主角克劳德·斯特莱夫出现因创伤造成的身份障碍与虚假记忆，学者沙龙·帕克认为其表现出DID特征。
漫威漫画中的角色月光骑士被设定患有DID。在其改编剧集中，主角马克·斯佩克特表现出明显的DID特征，片尾字幕中甚至包含美国国家精神疾病联盟的标志与网站。另一角色军团在漫画中也患有DID，但在其电视剧改编中则被设定为精神分裂症患者，进一步反映公众对两者混淆的普遍性。

### 法律问题
DID患者可能在法律案件中以证人、被告或受害者身份出现。尽管极为罕见，但DID曾被用作精神错乱辩护的一种理由。
美国法院曾承认DID符合Frye标准和Daubert标准。法律界普遍认为DID为精神病学最具争议的诊断之一，因此需要法医心理学评估加以确认。
面对DID辩护，被告是否“伪装症状”成为焦点问题。虽然使用明尼苏达多项人格测验（MMPI-2）评估诈病，但其不适用于创伤病史个体，可能误导为伪装。
DID亦可能影响审判能力或成为申请“精神障碍辩护”与“责任能力减轻”的依据，尽管成功率极低。美国首例以DID成功获得无罪判决的是1978年“俄亥俄州诉米利根案”。
知名精神科医师本内特·G·布劳恩（Bennett Braun）曾在1980–90年代大力推动多重人格概念，并涉及煽动“撒旦恐慌”，此现象导致成千上万人因不存在的虐待被治疗、调查或起诉。

### 网络次文化
在包括YouTube、Reddit、Discord 和 TikTok 等社交媒体平台上，存在一个与DID相关的网络社区。在这些语境下，DID体验常被称为“多元”（multiplicity）。
该网络社群中的部分高关注成员因被指控“伪装症状以博取点击率”或“轻率对待此疾病”而遭到批评。心理学家、心理健康联盟研究主管Naomi Torres-Mackie指出：“忽然之间，我的许多青少年病人都认为自己患有这种病，其实并没有……许多人开始将某些体验赋予临床意义，觉得自己应该被诊断、需要用药，而实际上这些体验在成长过程中很常见，无需病理化或治疗。”

### 倡导
部分倡导者将DID视为一种神经多样性，因此呼吁认可“积极的多重人格”（positive plurality），并支持使用“多意识体”这一中性词汇，以及诸如“我们”“我们的”等复数人称代词。有些倡导者还质疑人格整合的必要性。
哲学家Timothy Baynes主张，强迫患者接受整合治疗在道德上是“严重不正当的”。
2011年，作家Lance Lippert指出，大多数DID患者倾向于隐瞒或淡化自身症状，而非寻求关注，这主要源于对污名的恐惧或羞耻感。一些治疗师也可能出于对患者被剥削或再次创伤化的担忧，反对他们参与媒体节目，例如当他们被鼓励在镜头前演示人格转换时。:{{{1}}}
每年3月5日被定为“DID意识日”（DID Awareness Day），参与者会佩戴由多种颜色组成的意识丝带，其灵感源于“疯被子”（crazy quilt）这一比喻。

## 疾病诊断代码
ICD-10-CM：F44.81 （页面存档备份，存于）